# Francisco Vidagany
Francisco Vidagany Hernández, (Valencia, España, 19 de octubre de 1940) fue un exfutbolista español que se desempeñaba como defensa.

## Clubes
| Club         | País   | Año       |
| ------------ | ------ | --------- |
| Mestalla     | España | 1960-1964 |
| Valencia CF  | España | 1963-1974 |
| CD Castellón | España | 1974-1975 |

## Palmarés
- Liga con el Valencia CF en el año 1971.
- Copa con el Valencia CF en el año 1967.

## Internacionalidades
- 4 veces internacional con España.
- Debutó con la selección española en Valencia el 26 de marzo de 1969 contra Suiza.[2]